# 中国鉄路南昌局集団有限公司
中国鉄路南昌局集団有限公司（ちゅうごくてつろなんしょうきょくゆうげんコンス）は、中華人民共和国中国国家鉄路集団に属する鉄道運営会社の一つである。旧称は南昌鉄路局。略称は南昌局、南局、南鉄。
本局の管轄範囲は江西省と福建省内、それに湖南省と湖北省のごく一部である。本局は京九線と滬昆線の二つの大幹線が交差している場所に位置する。2007年末で本局の管理する営業路線距離は4136km、管区内に314の駅を有する。そして、夷山、泉州、龍岩の三つの合資鉄路公司を代理で管理している。
2007年5月、鉄道部は広州鉄路集団の管理していた滬昆線の湖南省内の株洲－醴陵間及び支線の醴茶線を南昌鉄路局へ移管した。

## 管轄範囲
- 京九線：k1277+000（起点より1277.000km）が武漢局との境界、k2008+200が広鉄集団との境界
- 滬昆線：k502+200が上海局との境界、k1102+700が広鉄集団との境界
- 皖贛線：k342+500が上海局との境界
- 武九線：k185+809が武漢局との境界
- 合九線：k279+900が上海局との境界
- 漳龍線：k143+037が広鉄集団との境界